# Чемпіонат України з футболу 2010—2011: Прем'єр-ліга (склади команд)
У складах клубів подано гравців, які провели щонайменше 1 гру в Прем'єр-лізі сезону 2010/11. Прізвища, імена та по батькові футболістів подані згідно з офіційним сайтом ФФУ.

## «Арсенал» (Київ)
Головний тренер: Юрій Бакалов
| №            | Футболіст                        | Дата народження   | Країна     | Ігри     | Голи     |
| Воротарі     | Воротарі                         | Воротарі          | Воротарі   | Воротарі | Воротарі |
| ------------ | -------------------------------- | ----------------- | ---------- | -------- | -------- |
| 23           | Погорілий Сергій Петрович        | 28 липня 1986     | Україна    | 18       | 23п      |
| 1            | Рева Віталій Григорович          | 19 листопада 1974 | Україна    | 13       | 15п      |
| Захисники    |                                  |                   |            |          |          |
| 99           | Єщенко Андрій Олегович           | 9 лютого 1984     | Росія      | 30       | 0        |
| 3            | Матюхін Сергій Володимирович     | 21 березня 1980   | Україна    | 20       | 1        |
| 33           | Хомин Андрій Михайлович          | 2 січня 1982      | Україна    | 15       | 1        |
| 5            | Шершун Богдан Миколайович        | 14 травня 1981    | Україна    | 26       | 0        |
| 6            | Шоава Флорін                     | 24 липня 1978     | Румунія    | 18       | 0        |
| Півзахисники |                                  |                   |            |          |          |
| 27           | Аржанов Володимир Олександрович  | 29 листопада 1985 | Україна    | 11       | 2        |
| 30           | Бартуловіч Младен                | 5 жовтня 1986     | Хорватія   | 14       | 2        |
| 17           | Богданов Андрій Євгенович        | 21 січня 1990     | Україна    | 25       | 2        |
| 88           | Лукша Вітаутас                   | 14 серпня 1984    | Литва      | 1        | 0        |
| 35           | Грицай Олександр Анатолійович    | 30 вересня 1977   | Україна    | 26       | 0        |
| 8            | Гусєв Ролан Олександрович        | 17 вересня 1977   | Росія      | 23       | 2        |
| 18           | Данилов Олександр Анатолійович   | 10 вересня 1980   | Білорусь   | 6        | 0        |
| 9            | Закарлюка Сергій Володимирович   | 17 серпня 1976    | Україна    | 9        | 1        |
| 77           | Захаревич Ярослав Олегович       | 24 вересня 1989   | Україна    | 1        | 0        |
| 10           | Лугачов Єгор Юрійович            | 24 грудня 1988    | Україна    | 3        | 0        |
| 13           | Міколюнас Саулюс                 | 2 травня 1984     | Литва      | 17       | 1        |
| 50           | Мепорія Іка Гурамович            | 26 січня 1989     | Україна    | 1        | 0        |
| 28           | Польовий Володимир Олександрович | 28 липня 1985     | Україна    | 10       | 0        |
| 4            | Симоненко Сергій Юрійович        | 12 червня 1981    | Україна    | 19       | 1        |
| 11           | Старгородський Артем Сергійович  | 17 січня 1982     | Україна    | 21       | 3        |
| Нападники    |                                  |                   |            |          |          |
| 19           | Кобахідзе Александер             | 11 лютого 1987    | Грузія     | 2        | 0        |
| 90           | Ковпак Олександр Олександрович   | 2 лютого 1983     | Україна    | 9        | 1        |
| 7            | Мазілу Йонуц Костінел            | 9 лютого 1982     | Румунія    | 24       | 7        |
| 20           | Самодін Сергій Олександрович     | 14 лютого 1985    | Росія      | 19       | 2        |
| 15           | Шацьких Максим Олександрович     | 30 серпня 1978    | Узбекистан | 28       | 9        |

## «Волинь» (Луцьк)
Головний тренер: Віталій Кварцяний
| №            | Футболіст                       | Дата народження  | Країна   | Ігри     | Голи     |
| Воротарі     | Воротарі                        | Воротарі         | Воротарі | Воротарі | Воротарі |
| ------------ | ------------------------------- | ---------------- | -------- | -------- | -------- |
| 1            | Ндоє Ісса                       | 12 грудня 1985   | Сенегал  | 12       | 20п      |
| 42           | Неділько Віталій Михайлович     | 21 серпня 1982   | Україна  | 18       | 29п      |
| Захисники    |                                 |                  |          |          |          |
| 24           | Ізворану Сільвіу                | 3 грудня 1983    | Румунія  | 9        | 0        |
| 77           | Бута Корнел                     | 1 листопада 1977 | Румунія  | 16       | 0        |
| 6            | Бутенін Артем Олексійович       | 3 жовтня 1989    | Україна  | 1        | 0        |
| 37           | Бутко Богдан Євгенович          | 13 січня 1991    | Україна  | 27       | 3        |
| 14           | Ващук Владислав Вікторович      | 2 січня 1975     | Україна  | 24       | 1        |
| 36           | Годований Роман Петрович        | 4 жовтня 1990    | Україна  | 8        | 0        |
| 29           | Гринченко Андрій Вікторович     | 23 січня 1986    | Україна  | 17       | 0        |
| 73           | Зозуля Дмитро Володимирович     | 9 червня 1988    | Україна  | 6        | 0        |
| 4            | Карковський Богдан Михайлович   | 29 січня 1988    | Україна  | 11       | 0        |
| 37           | Ковалюк Володимир Васильович    | 3 березня 1972   | Україна  | 1        | 0        |
| 7            | Лісовий Максим Олексійович      | 21 травня 1985   | Україна  | 1        | 0        |
| 41           | Омоко Оровіанор Гаррісон        | 12 грудня 1981   | Нігерія  | 10       | 0        |
| 3            | Сімінін Сергій Федорович        | 9 жовтня 1987    | Україна  | 16       | 0        |
| 2            | Семочко Дмитро Дмитрович        | 25 січня 1979    | Україна  | 1        | 0        |
| 55           | Шандрук Олег Миколайович        | 30 січня 1983    | Україна  | 1        | 0        |
| Півзахисники |                                 |                  |          |          |          |
| 9            | Герасимюк Олег Вікторович       | 25 вересня 1986  | Україна  | 18       | 1        |
| 7            | Гошкодеря Віталій Валерійович   | 8 січня 1988     | Україна  | 20       | 1        |
| 8            | Женюх Олег Васильович           | 22 березня 1987  | Україна  | 5        | 0        |
| 28           | Карасюк Роман Іванович          | 27 березня 1991  | Україна  | 1        | 0        |
| 7            | Костюк Сергій Володимирович     | 5 березня 1986   | Україна  | 1        | 0        |
| 5            | Лопес де Фрейтас Рамон          | 7 серпня 1989    | Бразилія | 7        | 0        |
| 15           | Максимюк Роман Васильович       | 14 червня 1974   | Україна  | 16       | 0        |
| 24           | Мельник Віктор Володимирович    | 11 серпня 1980   | Україна  | 1        | 0        |
| 31           | Пічкур Євген Анатолійович       | 30 серпня 1979   | Україна  | 27       | 2        |
| 34           | Парасків Іон Сорін              | 17 червня 1981   | Румунія  | 11       | 2        |
| 18           | Приндета Віталій Валерійович    | 2 лютого 1993    | Україна  | 3        | 1        |
| 70           | Скоба Ігор Олегович             | 21 травня 1982   | Україна  | 10       | 2        |
| 35           | Стевіч Саша                     | 31 травня 1981   | Сербія   | 22       | 2        |
| 10           | Шарпар В'ячеслав Володимирович  | 2 червня 1987    | Україна  | 15       | 0        |
| Нападники    |                                 |                  |          |          |          |
| 26           | Бабир Олексій Олегович          | 15 березня 1990  | Україна  | 9        | 0        |
| 38           | Алейшо да Коста Леонардо        | 15 квітня 1984   | Бразилія | 3        | 0        |
| 10           | Лисенко Володимир Володимирович | 20 квітня 1988   | Україна  | 7        | 0        |
| 20           | Перейра де Олівейра Майкон      | 8 травня 1988    | Бразилія | 15       | 2        |
| 16           | Няга Адріан Константін          | 4 червня 1979    | Румунія  | 4        | 0        |
| 17           | Павлов Євген Степанович         | 12 березня 1991  | Україна  | 20       | 2        |
| 99           | Пищур Олександр Віталійович     | 29 січня 1981    | Україна  | 17       | 8        |
| 11           | Рачіч Стеван                    | 17 січня 1984    | Сербія   | 4        | 0        |

## «Ворскла» (Полтава)
Головний тренер: Микола Павлов
| №            | Футболіст                       | Дата народження   | Країна   | Ігри     | Голи     |
| Воротарі     | Воротарі                        | Воротарі          | Воротарі | Воротарі | Воротарі |
| ------------ | ------------------------------- | ----------------- | -------- | -------- | -------- |
| 12           | Величко Сергій Миколайович      | 9 серпня 1976     | Україна  | 7        | 7п       |
| 1            | Долганський Сергій Миколайович  | 15 вересня 1974   | Україна  | 23       | 25п      |
| Захисники    |                                 |                   |          |          |          |
| 3            | Вовкодав Сергій Васильович      | 2 липня 1988      | Україна  | 5        | 0        |
| 4            | Даллку Арменд                   | 16 червня 1983    | Албанія  | 29       | 1        |
| 78           | Курілов Олексій Миколайович     | 24 квітня 1988    | Україна  | 4        | 0        |
| 35           | Лешко Павло Любомирович         | 8 листопада 1987  | Україна  | 6        | 0        |
| 2            | Матвєєв Олександр Ігорович      | 11 лютого 1989    | Україна  | 1        | 0        |
| 25           | Медведєв Геннадій Миколайович   | 7 лютого 1975     | Україна  | 10       | 0        |
| 13           | Пєсков Євген Віталійович        | 22 вересня 1981   | Україна  | 16       | 0        |
| 33           | Селін Євген Сергійович          | 9 травня 1988     | Україна  | 29       | 2        |
| 34           | Ткачук Євгеній Олегович         | 27 червня 1991    | Україна  | 1        | 0        |
| 48           | Чеснаков Володимир Геннадійович | 12 листопада 1988 | Україна  | 22       | 1        |
| 37           | Ярмаш Григорій Петрович         | 4 січня 1985      | Україна  | 13       | 0        |
| Півзахисники |                                 |                   |          |          |          |
| 70           | Єсін Дмитро Олександрович       | 15 квітня 1980    | Україна  | 21       | 2        |
| 19           | Громов Артем Ігорович           | 14 січня 1990     | Україна  | 25       | 0        |
| 86           | Карпович Максим Петрович        | 27 лютого 1986    | Білорусь | 3        | 0        |
| 5            | Краснопьоров Олег Володимирович | 25 липня 1980     | Україна  | 29       | 2        |
| 8            | Кулаков Денис Єрмилович         | 1 травня 1986     | Україна  | 30       | 1        |
| 7            | Маркоскі Йован                  | 23 червня 1980    | Сербія   | 29       | 2        |
| 77           | Оберемко Андрій Олександрович   | 18 березня 1984   | Україна  | 4        | 0        |
| 14           | Оніка Алєксандру Арсекійович    | 29 липня 1984     | Молдова  | 4        | 0        |
| 55           | Рикун Олександр Валерійович     | 6 травня 1978     | Україна  | 3        | 0        |
| Нападники    |                                 |                   |          |          |          |
| 24           | Бараннік Олег Васильович        | 20 березня 1992   | Україна  | 1        | 0        |
| 9            | Безус Роман Анатолійович        | 26 вересня 1990   | Україна  | 26       | 5        |
| 14           | Асіпенка Дмітрий Міхайлавіч     | 12 грудня 1982    | Білорусь | 11       | 2        |
| 17           | Сачко Василь Вікторович         | 3 травня 1975     | Україна  | 25       | 10       |
| 22           | Тимченко Ігор Вікторович        | 16 січня 1986     | Україна  | 1        | 0        |
| 18           | Чичиков Олексій Григорович      | 30 вересня 1987   | Україна  | 5        | 0        |
| 27           | Янузі Ахмед                     | 8 липня 1988      | Албанія  | 21       | 8        |

## «Динамо» (Київ)
Головні тренери:
Валерій Газзаєв — 11 матчів (липень 2010 — вересень 2010),
Олег Лужний (в. о.) — 8 матчів (жовтень 2010 — грудень 2010),
Юрій Сьомін — 11 матчів (грудень 2010 — травень 2011)
| №            | Футболіст                           | Дата народження   | Країна             | Ігри     | Голи     |
| Воротарі     | Воротарі                            | Воротарі          | Воротарі           | Воротарі | Воротарі |
| ------------ | ----------------------------------- | ----------------- | ------------------ | -------- | -------- |
| 71           | Бойко Денис Олександрович           | 29 січня 1988     | Україна            | 8        | 11п      |
| 35           | Коваль Максим Анатолійович          | 9 грудня 1992     | Україна            | 12       | 7п       |
| 1            | Шовковський Олександр Володимирович | 2 січня 1975      | Україна            | 10       | 6п       |
| Захисники    |                                     |                   |                    |          |          |
| 3            | Амансіо Еберт Вілліан               | 11 листопада 1983 | Бразилія           | 24       | 0        |
| 2            | Да Сільва Даніло Апаресідо          | 24 листопада 1986 | Бразилія           | 25       | 1        |
| 30           | Ель Каддурі Бадр                    | 31 січня 1981     | Марокко            | 16       | 0        |
| 44           | Алмейда да Сільва Леандро           | 14 березня 1987   | Бразилія           | 18       | 3        |
| 26           | Несмачний Андрій Миколайович        | 28 лютого 1979    | Україна            | 3        | 0        |
| 6            | Попов Горан                         | 2 жовтня 1984     | Північна Македонія | 15       | 1        |
| 34           | Хачеріді Євген Григорович           | 28 липня 1987     | Україна            | 16       | 0        |
| Півзахисники |                                     |                   |                    |          |          |
| 23           | Єременко Роман                      | 19 березня 1987   | Фінляндія          | 26       | 3        |
| 37           | Юссуф Атанда Аїла                   | 4 листопада 1984  | Нігерія            | 13       | 0        |
| 8            | Алієв Олександр Олександрович       | 3 лютого 1985     | Україна            | 6        | 2        |
| 18           | Бертогліо Факундо Даніель           | 30 червня 1990    | Україна            | 4        | 0        |
| 5            | Вукоєвіч Огнєн                      | 20 грудня 1983    | Хорватія           | 29       | 3        |
| 4            | Гіоане Тіберіу                      | 18 червня 1981    | Румунія            | 3        | 0        |
| 19           | Гармаш Денис Вікторович             | 19 квітня 1980    | Україна            | 20       | 1        |
| 20           | Гусєв Олег Анатолійович             | 25 квітня 1983    | Україна            | 23       | 9        |
| 21           | Де Ліма Герсон Аленкор Жуніо        | 13 червня 1985    | Бразилія           | 6        | 0        |
| 45           | Калітвінцев Владислав Юрійович      | 4 січня 1993      | Україна            | 1        | 0        |
| 17           | Михалик Тарас Володимирович         | 28 жовтня 1983    | Україна            | 18       | 1        |
| 36           | Нінковіч Мілош                      | 25 грудня 1984    | Сербія             | 13       | 1        |
| Нападники    |                                     |                   |                    |          |          |
| 11           | Рібейро де Соуза Андре Феліпе       | 27 вересня 1990   | Бразилія           | 3        | 0        |
| 49           | Зозуля Роман Вячеславович           | 17 листопада 1989 | Україна            | 12       | 0        |
| 22           | Кравець Артем Анатолійович          | 3 червня 1989     | Україна            | 11       | 3        |
| 10           | Мілевський Артем Володимирович      | 12 січня 1985     | Україна            | 26       | 9        |
| 77           | Мільомем Гусмао Гіл'єрме            | 22 жовтня 1988    | Бразилія           | 5        | 1        |
| 7            | Шевченко Андрій Миколайович         | 29 вересня 1976   | Україна            | 18       | 10       |
| 9            | Ярмоленко Андрій Миколайович        | 23 жовтня 1989    | Україна            | 26       | 11       |

## «Дніпро» (Дніпропетровськ)
Головні тренери:
Володимир Безсонов — 10 матчів (липень 2010 — вересень 2010)
Вадим Тищенко (в. о.) — 2 матчі (вересень 2010 — жовтень 2010)
Хуанде Рамос — 18 матчів (жовтень 2010 — травень 2011)
| №            | Футболіст                            | Дата народження   | Країна     | Ігри     | Голи     |
| Воротарі     | Воротарі                             | Воротарі          | Воротарі   | Воротарі | Воротарі |
| ------------ | ------------------------------------ | ----------------- | ---------- | -------- | -------- |
| 32           | Каніболоцький Антон Олегович         | 16 травня 1988    | Україна    | 10       | 6п       |
| 27           | Лаштувка Ян                          | 7 липня 1982      | Чехія      | 20       | 14п      |
| Захисники    |                                      |                   |            |          |          |
| 2            | Інкум Самуель                        | 1 червня 1989     | Гана       | 11       | 0        |
| 21           | Мендес де Арауйо Алв Алсідес Едуардо | 13 березня 1985   | Бразилія   | 2        | 0        |
| 19           | Дєнісов Віталій Гєннадьєвіч          | 23 лютого 1987    | Узбекистан | 23       | 0        |
| 3            | Лобжанідзе Уча                       | 23 лютого 1987    | Грузія     | 17       | 0        |
| 5            | Мандзюк Віталій Васильович           | 24 січня 1986     | Україна    | 24       | 1        |
| 24           | Пашаєв Павло Вагіфович               | 4 січня 1988      | Україна    | 2        | 0        |
| 6            | Рівас Лопес Нельсон Енріке           | 25 березня 1983   | Колумбія   | 1        | 0        |
| 16           | Русол Андрій Анатолійович            | 16 січня 1983     | Україна    | 20       | 1        |
| 17           | Стрініч Іван                         | 17 липня 1987     | Хорватія   | 6        | 2        |
| 14           | Чеберячко Євгеній Олександрович      | 19 червня 1983    | Україна    | 26       | 1        |
| Півзахисники |                                      |                   |            |          |          |
| 36           | Бабенко Руслан Олександрович         | 8 липня 1992      | Україна    | 4        | 0        |
| 8            | Де Паула Джуліано Віктор             | 31 травня 1990    | Бразилія   | 11       | 0        |
| 26           | Калініченко Максим Сергійович        | 26 січня 1979     | Україна    | 13       | 1        |
| 4            | Кравченко Сергій Сергійович          | 24 квітня 1983    | Україна    | 26       | 1        |
| 88           | Льопа Дмитро Сергійович              | 23 листопада 1988 | Україна    | 15       | 0        |
| 28           | Назаренко Сергій Юрійович            | 16 лютого 1980    | Україна    | 25       | 6        |
| 29           | Ротань Руслан Петрович               | 29 жовтня 1981    | Україна    | 21       | 1        |
| 23           | Федорчук Валерій Юрійович            | 5 жовтня 1988     | Україна    | 9        | 0        |
| 18           | Феррейра Осмар Даніель               | 9 січня 1983      | Аргентина  | 17       | 1        |
| 25           | Холек Маріо                          | 28 жовтня 1986    | Чехія      | 9        | 0        |
| 30           | Шахов Євген Євгенович                | 30 листопада 1990 | Україна    | 19       | 2        |
| Нападники    |                                      |                   |            |          |          |
| 22           | Гладкий Олександр Миколайович        | 24 серпня 1987    | Україна    | 19       | 2        |
| 9            | Гоменюк Володимир Михайлович         | 19 липня 1985     | Україна    | 14       | 4        |
| 10           | Коноплянка Євгеній Олегович          | 29 вересня 1989   | Україна    | 25       | 6        |
| 99           | Лейте Насіменто Матеус               | 15 січня 1983     | Бразилія   | 3        | 0        |
| 11           | Селезньов Євген Олександрович        | 20 липня 1985     | Україна    | 24       | 17       |

## «Зоря» (Луганськ)
Головний тренер: Анатолій Чанцев
| №            | Футболіст                         | Дата народження   | Країна     | Ігри     | Голи     |
| Воротарі     | Воротарі                          | Воротарі          | Воротарі   | Воротарі | Воротарі |
| ------------ | --------------------------------- | ----------------- | ---------- | -------- | -------- |
| 1            | Мартищук Юрій Васильович          | 22 квітня 1986    | Україна    | 8        | 15п      |
| 35           | Шуст Богдан Романович             | 4 березня 1986    | Україна    | 7        | 7п       |
| 99           | Шуховцев Ігор Вікторович          | 13 липня 1971     | Україна    | 16       | 18п      |
| Захисники    |                                   |                   |            |          |          |
| 5            | Єзерський Володимир Іванович      | 15 листопада 1976 | Україна    | 20       | 3        |
| 20           | Аддо Даніель                      | 3 серпня 1989     | Гана       | 4        | 0        |
| 4            | Ковальов Максим Сергійович        | 20 березня 1989   | Україна    | 25       | 0        |
| 8            | Микицей Станіслав Ігорович        | 7 вересня 1989    | Україна    | 13       | 0        |
| 3            | Тесак Лукас                       | 8 березня 1985    | Словаччина | 21       | 0        |
| 10           | Чайковський Ігор Геннадійович     | 7 жовтня 1991     | Україна    | 14       | 0        |
| 11           | Шевчук Сергій Миколайович         | 18 червня 1985    | Україна    | 13       | 0        |
| 16           | Ярмаш Григорій Петрович           | 4 січня 1985      | Україна    | 5        | 0        |
| Півзахисники |                                   |                   |            |          |          |
| 15           | Ємельянов Роман Павлович          | 8 травня 1992     | Росія      | 14       | 0        |
| 33           | Білий Максим Іванович             | 27 квітня 1989    | Україна    | 29       | 3        |
| 23           | Віценець Віталій Володимирович    | 3 серпня 1990     | Україна    | 7        | 2        |
| 6            | Каменюка Микита Олександрович     | 3 червня 1985     | Україна    | 30       | 1        |
| 22           | Мілько Вадим Іванович             | 22 серпня 1986    | Україна    | 10       | 0        |
| 2            | Полянський Олексій Володимирович  | 12 квітня 1986    | Україна    | 29       | 3        |
| 7            | Семененко Артем Андрійович        | 2 вересня 1988    | Україна    | 12       | 0        |
| 37           | Хомченовський Дмитро Геннадійович | 16 квітня 1990    | Україна    | 8        | 1        |
| 8            | Цакіч Міхайло                     | 27 травня 1990    | Сербія     | 4        | 0        |
| Нападники    |                                   |                   |            |          |          |
| 14           | Джіхані Паріт                     | 18 липня 1983     | Албанія    | 3        | 1        |
| 91           | Картушов Єгор Олександрович       | 5 січня 1991      | Україна    | 12       | 0        |
| 9            | Кас'ян Олександр Юрійович         | 27 січня 1989     | Україна    | 21       | 2        |
| 48           | Кислий Микита Григорович          | 2 березня 1991    | Україна    | 1        | 0        |
| 10           | Ліпартія Джаба                    | 16 листопада 1987 | Грузія     | 11       | 0        |
| 27           | Лазарович Тарас Михайлович        | 22 квітня 1982    | Україна    | 30       | 5        |
| 39           | Маду Франк- Олів'є                | 15 вересня 1987   | Франція    | 9        | 0        |
| 44           | Сілюк Сергій Володимирович        | 5 червня 1985     | Україна    | 21       | 3        |
| 19           | Фомін Руслан Миколайович          | 2 березня 1986    | Україна    | 14       | 3        |

## «Іллічівець» (Маріуполь)
Головні тренери:
Ілля Близнюк — 15 матчів (липень 2010 — жовтень 2010)
Олександр Волков (в. о.) — 4 матчі (листопад 2010)
Валерій Яремченко — 11 матчів (грудень 2010 — травень 2011)
| №            | Футболіст                      | Дата народження | Країна   | Ігри     | Голи     |
| Воротарі     | Воротарі                       | Воротарі        | Воротарі | Воротарі | Воротарі |
| ------------ | ------------------------------ | --------------- | -------- | -------- | -------- |
| 23           | Бажан Ігор Миколайович         | 2 грудня 1981   | Україна  | 4        | 6п       |
| 1            | Романенко Всеволод Вадимович   | 24 березня 1977 | Україна  | 18       | 44п      |
| 33           | Шуст Богдан Романович          | 4 березня 1986  | Україна  | 9        | 17п      |
| Захисники    |                                |                 |          |          |          |
| 2            | Микицей Станіслав Ігорович     | 7 вересня 1989  | Україна  | 3        | 0        |
| 3            | Невмивака Дмитро Васильович    | 19 березня 1984 | Україна  | 11       | 1        |
| 77           | Путівцев Артем Олександрович   | 29 серпня 1988  | Україна  | 24       | 2        |
| 14           | Савін Артем Сергійович         | 20 січня 1981   | Україна  | 22       | 0        |
| 3            | Самусіовас Мантас              | 8 вересня 1978  | Литва    | 8        | 0        |
| 24           | Чучман Ігор Романович          | 15 лютого 1985  | Україна  | 14       | 0        |
| 21           | Яворський Сергій Олександрович | 5 липня 1989    | Україна  | 27       | 0        |
| 51           | Яценко Олександр Іванович      | 24 лютого 1985  | Україна  | 16       | 1        |
| Півзахисники |                                |                 |          |          |          |
| 6            | Гречишкін Дмитро Володимирович | 22 вересня 1991 | Україна  | 8        | 0        |
| 22           | Западня Артур Володимирович    | 4 червня 1990   | Україна  | 8        | 0        |
| 46           | Кіча Антон Владиславович       | 1 травня 1990   | Україна  | 1        | 0        |
| 45           | Картушов Єгор Олександрович    | 5 січня 1991    | Україна  | 8        | 0        |
| 56           | Козоріз Іван Миколайович       | 14 вересня 1979 | Україна  | 16       | 2        |
| 7            | Кравченко Костянтин Сергійович | 24 вересня 1986 | Україна  | 5        | 1        |
| 11           | Кривошеєнко Іван Васильович    | 11 травня 1984  | Україна  | 29       | 2        |
| 4            | Мельник Вадим Васильович       | 16 травня 1980  | Україна  | 16       | 0        |
| 25           | Насібулін Владислав Олегович   | 6 липня 1989    | Україна  | 13       | 0        |
| 80           | Окріашвілі Торніке             | 12 лютого 1992  | Грузія   | 10       | 0        |
| 5            | Пуканич Адріан Миколайович     | 22 червня 1983  | Україна  | 26       | 8        |
| 20           | Сірик Артур Володимирович      | 17 лютого 1989  | Україна  | 2        | 0        |
| 19           | Тищенко Ігор Сергійович        | 11 травня 1989  | Україна  | 28       | 6        |
| 17           | Федотов Віталій Андрійович     | 16 липня 1991   | Україна  | 8        | 0        |
| 8            | Чайковський Ігор Геннадійович  | 7 жовтня 1991   | Україна  | 9        | 0        |
| 9            | Ярошенко Костянтин Юрійович    | 12 вересня 1986 | Україна  | 29       | 10       |
| Нападники    |                                |                 |          |          |          |
| 69           | Антонов Олексій Геннадійович   | 8 травня 1986   | Україна  | 23       | 10       |
| 92           | Будківський Пилип Вячеславович | 10 березня 1992 | Україна  | 7        | 1        |
| 55           | Габедава Гіоргі                | 3 жовтня 1989   | Грузія   | 4        | 0        |
| 70           | Юрченко Владлен Юрійович       | 22 січня 1994   | Україна  | 3        | 0        |

## «Карпати» (Львів)
Головний тренер: Олег Кононов
| №            | Футболіст                         | Дата народження   | Країна             | Ігри     | Голи     |
| Воротарі     | Воротарі                          | Воротарі          | Воротарі           | Воротарі | Воротарі |
| ------------ | --------------------------------- | ----------------- | ------------------ | -------- | -------- |
| 32           | Богатінов Мартін                  | 26 квітня 1986    | Північна Македонія | 8        | 11п      |
| 1            | Руденко Віталій Миколайович       | 26 січня 1981     | Україна            | 7        | 5п       |
| 22           | Тлумак Андрій Богданович          | 7 березня 1979    | Україна            | 15       | 18п      |
| Захисники    |                                   |                   |                    |          |          |
| 21           | Балажіц Грегор                    | 12 лютого 1988    | Словенія           | 5        | 1        |
| 41           | Гірський Степан Богданович        | 8 січня 1991      | Україна            | 1        | 0        |
| 57           | Гомес Перес Борха                 | 14 травня 1988    | Іспанія            | 7        | 0        |
| 4            | Мілошевіч Іван                    | 3 листопада 1984  | Сербія             | 23       | 1        |
| 8            | Ощипко Ігор Дмитрович             | 25 жовтня 1985    | Україна            | 10       | 0        |
| 15           | Петрівський Тарас Степанович      | 3 лютого 1984     | Україна            | 16       | 0        |
| 34           | Сагайдак Андрій Васильович        | 2 січня 1989      | Україна            | 1        | 0        |
| 37           | Тістик Ігор Володимирович         | 27 травня 1989    | Україна            | 1        | 0        |
| 33           | Тарасенко Євген Володимирович     | 3 березня 1983    | Україна            | 4        | 0        |
| 5            | Тубіч Неманья                     | 8 квітня 1984     | Сербія             | 14       | 0        |
| 44           | Федецький Артем Андрійович        | 26 квітня 1985    | Україна            | 23       | 2        |
| 70           | Чечер Вячеслав Леонідович         | 15 грудня 1980    | Україна            | 9        | 1        |
| Півзахисники |                                   |                   |                    |          |          |
| 64           | Бідловський Володимир Зіновійович | 31 травня 1988    | Україна            | 1        | 0        |
| 30           | Баранець Борис Григорович         | 22 липня 1986     | Україна            | 5        | 0        |
| 28           | Баранець Григорій Григорович      | 22 липня 1986     | Україна            | 9        | 0        |
| 7            | Годвін Самсон                     | 11 листопада 1983 | Нігерія            | 25       | 1        |
| 17           | Голодюк Олег Юрійович             | 2 січня 1988      | Україна            | 18       | 4        |
| 89           | Авелар Даніло Фернандо            | 9 червня 1989     | Бразилія           | 18       | 0        |
| 19           | Мартинюк Ярослав Петрович         | 20 лютого 1989    | Україна            | 2        | 0        |
| 88           | Пьячентіні де Куадра Дженісон     | 14 жовтня 1988    | Бразилія           | 1        | 0        |
| 90           | Констанціа Тіаго Альберто         | 21 грудня 1984    | Бразилія           | 2        | 0        |
| 25           | Ткачук Андрій Миколайович         | 18 листопада 1987 | Україна            | 23       | 2        |
| 16           | Худоб'як Ігор Ярославович         | 20 лютого 1985    | Україна            | 26       | 6        |
| Нападники    |                                   |                   |                    |          |          |
| 80           | Роша Батіста Вільям               | 27 липня 1980     | Бразилія           | 17       | 2        |
| 99           | Габовда Юрій Вікторович           | 6 травня 1989     | Україна            | 4        | 0        |
| 36           | Гудима Володимир Ярославович      | 20 липня 1990     | Україна            | 6        | 1        |
| 10           | Гурулі Александер                 | 9 листопада 1985  | Грузія             | 18       | 0        |
| 11           | Зеньов Сергей                     | 20 квітня 1989    | Естонія            | 18       | 4        |
| 9            | Кожанов Денис Станіславович       | 13 червня 1987    | Україна            | 27       | 7        |
| 18           | Кополовець Михайло Михайлович     | 29 січня 1984     | Україна            | 24       | 2        |
| 81           | Кочіш Разван Васіле               | 19 лютого 1983    | Румунія            | 11       | 2        |
| 79           | Кузнецов Сергій Сергійович        | 31 серпня 1982    | Україна            | 13       | 5        |
| 29           | Перес Мартінес Лукас              | 10 вересня 1988   | Іспанія            | 8        | 0        |

## «Кривбас» (Кривий Ріг)
Головний тренер: Юрій Максимов
| №            | Футболіст                         | Дата народження  | Країна   | Ігри     | Голи     |
| Воротарі     | Воротарі                          | Воротарі         | Воротарі | Воротарі | Воротарі |
| ------------ | --------------------------------- | ---------------- | -------- | -------- | -------- |
| 23           | Боровик Євген Анатолійович        | 2 березня 1985   | Україна  | 23       | 33п / 1з |
| 55           | Штанько Артем Анатолійович        | 6 вересня 1980   | Україна  | 7        | 12п      |
| Захисники    |                                   |                  |          |          |          |
| 12           | Андрієнко Денис Андрійович        | 12 квітня 1980   | Україна  | 11       | 0        |
| 14           | Васільєв Денис Олександрович      | 8 травня 1987    | Україна  | 20       | 0        |
| 25           | Жданов Олександр Миколайович      | 27 травня 1984   | Україна  | 16       | 0        |
| 27           | Кіцута Анатолій Вікторович        | 22 грудня 1985   | Україна  | 21       | 0        |
| 20           | Канкава Джаба Георгійович         | 18 березня 1986  | Грузія   | 8        | 0        |
| 44           | Лисицький Віталій Сергійович      | 16 квітня 1982   | Україна  | 26       | 0        |
| 5            | Петров Кирило Валентинович        | 22 червня 1990   | Україна  | 19       | 0        |
| 3            | Сердюк Вячеслав Олександрович     | 28 січня 1985    | Україна  | 21       | 0        |
| Півзахисники |                                   |                  |          |          |          |
| 9            | Єслінек Іржі                      | 30 вересня 1987  | Чехія    | 11       | 2        |
| 17           | Міхель Бабатунде                  | 24 грудня 1992   | Нігерія  | 10       | 0        |
| 11           | Бартуловіч Младен                 | 5 жовтня 1986    | Хорватія | 7        | 1        |
| 88           | Валєєв Рінар Салаватович          | 22 серпня 1987   | Україна  | 25       | 1        |
| 17           | Гоцірідзе Бека                    | 17 серпня 1988   | Грузія   | 5        | 0        |
| 33           | Даниловський Сергій Юрійович      | 20 серпня 1981   | Україна  | 10       | 0        |
| 10           | Костишин Руслан Володимирович     | 8 січня 1977     | Україна  | 22       | 1        |
| 22           | Куценко Валерій Вікторович        | 2 листопада 1986 | Україна  | 19       | 1        |
| 30           | Максимов Олександр Олександрович  | 13 лютого 1985   | Україна  | 24       | 5        |
| 28           | Матіч Даріян                      | 28 травня 1983   | Словенія | 8        | 1        |
| 7            | Рожок Сергій Володимирович        | 25 квітня 1985   | Україна  | 20       | 0        |
| 37           | Федорчук Валерій Юрійович         | 5 жовтня 1988    | Україна  | 10       | 0        |
| 37           | Хомченовський Дмитро Геннадійович | 16 квітня 1990   | Україна  | 10       | 1        |
| Нападники    |                                   |                  |          |          |          |
| 77           | Іващенко Олександр Володимирович  | 19 лютого 1985   | Україна  | 26       | 7        |
| 8            | Варанков Андрей Мікалаєвіч        | 8 лютого 1989    | Білорусь | 21       | 6        |
| 32           | Дяків Ростислав Васильович        | 17 серпня 1990   | Україна  | 3        | 0        |
| 9            | Каверін Віталій Вікторович        | 4 вересня 1990   | Україна  | 6        | 0        |
| 19           | Кобахідзе Александер              | 11 лютого 1987   | Грузія   | 1        | 0        |
| 11           | Мотуз Сергій Сергійович           | 6 липня 1982     | Україна  | 8        | 0        |
| 50           | Шумілін Сергій Іванович           | 21 лютого 1990   | Росія    | 1        | 0        |

## «Металіст» (Харків)
Головний тренер: Мирон Маркевич
| №            | Футболіст                            | Дата народження   | Країна     | Ігри     | Голи     |
| Воротарі     | Воротарі                             | Воротарі          | Воротарі   | Воротарі | Воротарі |
| ------------ | ------------------------------------ | ----------------- | ---------- | -------- | -------- |
| 29           | Горяінов Олександр Сергійович        | 29 червня 1975    | Україна    | 5        | 2п       |
| 81           | Дішлєнковіч Владімір                 | 2 липня 1981      | Сербія     | 18       | 13п      |
| 1            | Жданков Дмитро Сергійович            | 18 листопада 1984 | Україна    | 1        | 2п       |
| 20           | Старцев Максим Олександрович         | 20 січня 1980     | Україна    | 8        | 9п       |
| Захисники    |                                      |                   |            |          |          |
| 4            | Березовчук Андрій Володимирович      | 16 квітня 1981    | Україна    | 11       | 0        |
| 37           | Бордіян Віталі                       | 11 серпня 1984    | Молдова    | 14       | 0        |
| 3            | Вільягра Крістіан Карлос             | 27 грудня 1985    | Україна    | 23       | 1        |
| 22           | Обрадовіч Мілан                      | 3 серпня 1977     | Сербія     | 26       | 0        |
| 30           | Папа Гуйе                            | 7 червня 1984     | Сенегал    | 20       | 1        |
| 17           | Пшеничних Сергій Миколайович         | 19 листопада 1981 | Україна    | 14       | 1        |
| 2            | Романчук Олександр Володимирович     | 21 жовтня 1984    | Україна    | 21       | 0        |
| 80           | Штетіна Лукаш                        | 28 липня 1991     | Словаччина | 2        | 0        |
| Півзахисники |                                      |                   |            |          |          |
| 19           | Барілко Сергій Володимирович         | 5 січня 1987      | Україна    | 3        | 0        |
| 7            | Валяєв Сергій Валентинович           | 16 вересня 1978   | Україна    | 25       | 1        |
| 33           | Девіч Марко                          | 27 жовтня 1983    | Україна    | 24       | 14       |
| 8            | Де Ласерда Апаресіда Едмар           | 16 червня 1980    | Бразилія   | 27       | 1        |
| 42           | Кайта Харуна Сані                    | 2 травня 1986     | Нігерія    | 6        | 0        |
| 11           | Олійник Денис Вікторович             | 16 червня 1987    | Україна    | 27       | 12       |
| 71           | Ткачов Сергій Анатолійович           | 19 травня 1989    | Росія      | 7        | 0        |
| 18           | Тришович Александар                  | 25 листопада 1983 | Сербія     | 1        | 0        |
| 15           | Перейра де Сантан Вінісіус Апаресідо | 3 листопада 1983  | Бразилія   | 21       | 3        |
| 10           | Рібейро Хав'єр Клейтон               | 23 березня 1983   | Бразилія   | 26       | 6        |
| 87           | Шарпар В'ячеслав Володимирович       | 2 червня 1987     | Україна    | 7        | 0        |
| 5            | Шелаєв Олег Миколайович              | 5 листопада 1976  | Україна    | 23       | 1        |
| Нападники    |                                      |                   |            |          |          |
| 50           | Авеліно Коельо Джексон               | 28 лютого 1986    | Бразилія   | 2        | 0        |
| 9            | Воробєй Андрій Олексійович           | 29 листопада 1978 | Україна    | 20       | 4        |
| 27           | Давидов Сергій Вікторович            | 16 грудня 1984    | Україна    | 3        | 0        |
| 21           | Крістальдо Джонатан Езекель          | 5 березня 1989    | Аргентина  | 9        | 5        |
| 77           | Барсельос Фреда Тайсон               | 13 січня 1988     | Бразилія   | 21       | 8        |

## «Металург» (Донецьк)
Головні тренери:
Ніколай Костов — 16 матчів (липень 2010 — листопад 2010)
Володимир Пятенко (в. о.) — 3 матчі (листопад 2010 — грудень 2010)
Андрій Гордєєв — 8 матчів (січень 2011 — травень 2011)
Володимир Пятенко (в. о.) — 3 матчі (травень 2011)
| №            | Футболіст                       | Дата народження   | Країна     | Ігри     | Голи     |
| Воротарі     | Воротарі                        | Воротарі          | Воротарі   | Воротарі | Воротарі |
| ------------ | ------------------------------- | ----------------- | ---------- | -------- | -------- |
| 12           | Бандура Олександр Вікторович    | 30 травня 1986    | Україна    | 11       | 16п      |
| 31           | Воробйов Дмитро Олександрович   | 27 серпня 1977    | Україна    | 5        | 9п       |
| 1            | Непогодов Дмитро Михайлович     | 17 лютого 1988    | Україна    | 14       | 20п      |
| Захисники    |                                 |                   |            |          |          |
| 5            | Аделеє Айоделе                  | 25 грудня 1988    | Нігерія    | 26       | 3        |
| 14           | Воловик Олександр Ігорович      | 28 жовтня 1985    | Україна    | 30       | 1        |
| 3            | Коротецький Ігор Олександрович  | 13 вересня 1987   | Україна    | 4        | 0        |
| 28           | Леал Ногуейра Маріо Сержіо      | 28 липня 1981     | Португалія | 27       | 0        |
| 44           | Прийма Василь Миронович         | 10 червня 1991    | Україна    | 22       | 1        |
| 4            | Чечер Вячеслав Леонідович       | 15 грудня 1980    | Україна    | 12       | 1        |
| 20           | Дос Сантос Госалвеш Жоао Педро  | 15 квітня 1982    | Португалія | 21       | 1        |
| Півзахисники |                                 |                   |            |          |          |
| 27           | Годін Олексій Вячеславович      | 2 лютого 1983     | Україна    | 16       | 2        |
| 84           | Голайдо Денис Олександрович     | 3 червня 1984     | Україна    | 7        | 1        |
| 43           | Грищенко Павло Олександрович    | 6 липня 1990      | Україна    | 1        | 0        |
| 18           | Дімітров Велізар Костадінов     | 13 квітня 1979    | Болгарія   | 12       | 0        |
| 11           | Дашян Артак                     | 20 листопада 1989 | Вірменія   | 9        | 0        |
| 30           | Дуровскі Маріо                  | 11 грудня 1985    | Сербія     | 6        | 0        |
| 83           | Сільва Клейтон Алехандре Енріке | 8 березня 1983    | Італія     | 9        | 1        |
| 9            | Лазіч Джордже                   | 18 червня 1983    | Сербія     | 29       | 4        |
| 99           | Міщенко Олег Володимирович      | 10 жовтня 1989    | Україна    | 1        | 0        |
| 6            | Мкртчян Карлен Вардкесович      | 25 листопада 1988 | Вірменія   | 6        | 0        |
| 77           | Морозюк Микола Миколайович      | 17 січня 1988     | Україна    | 26       | 1        |
| 36           | Полюлях Микита Анатолійович     | 15 березня 1993   | Україна    | 1        | 0        |
| 50           | Савін Антон Васильович          | 7 лютого 1990     | Україна    | 1        | 0        |
| 17           | Соарес да Сільва Філ Жозе       | 27 липня 1983     | Бразилія   | 25       | 2        |
| 8            | Де Андраде Тейшейра Філіпе      | 2 жовтня 1980     | Португалія | 7        | 0        |
| 13           | Ткаченко Сергій Вікторович      | 10 лютого 1979    | Україна    | 1        | 0        |
| 10           | Рібейро Фернандес Рікардо       | 21 квітня 1978    | Португалія | 9        | 4        |
| 10           | Янков Чавдар Кірілов            | 29 березня 1984   | Болгарія   | 4        | 0        |
| Нападники    |                                 |                   |            |          |          |
| 46           | Іванко Віталій Миколайович      | 9 квітня 1992     | Україна    | 18       | 1        |
| 22           | Фанендо Аді                     | 10 жовтня 1990    | Нігерія    | 9        | 1        |
| 7            | Мгуні Мусавенкосі               | 5 квітня 1983     | Зімбабве   | 12       | 4        |
| 22           | Мхітарян Генріх Гамлетович      | 21 січня 1989     | Вірменія   | 8        | 3        |
| 15           | Танаса Чіпріан Іоан             | 2 лютого 1981     | Румунія    | 25       | 4        |

## «Металург» (Запоріжжя)
Головні тренери:
Олег Лутков — 27 матчів (липень 2010 — травень 2011)
Сергій Зайцев (в. о.) — 3 матчі (травень 2011)
| №            | Футболіст                           | Дата народження   | Країна     | Ігри     | Голи     |
| Воротарі     | Воротарі                            | Воротарі          | Воротарі   | Воротарі | Воротарі |
| ------------ | ----------------------------------- | ----------------- | ---------- | -------- | -------- |
| 24           | Безотосний Дмитро Олександрович     | 15 листопада 1983 | Україна    | 22       | 30п      |
| 1            | Коваль Максим Анатолійович          | 9 грудня 1992     | Україна    | 3        | 3п       |
| 16           | Рамовіч Сід                         | 14 березня 1979   | Німеччина  | 2        | 6п       |
| 1            | Руденко Віталій Миколайович         | 26 січня 1981     | Україна    | 3        | 1п       |
| Захисники    |                                     |                   |            |          |          |
| 99           | Арурі Мохамед Арбі                  | 13 травня 1983    | Туніс      | 12       | 0        |
| 5            | Вернидуб Віталій Юрійович           | 17 жовтня 1987    | Україна    | 21       | 0        |
| 3            | До Кармо Лопес Матеус Енріке        | 8 березня 1985    | Бразилія   | 10       | 0        |
| 3            | Невмивака Дмитро Васильович         | 19 березня 1984   | Україна    | 19       | 0        |
| 21           | Нестеров Андрій Вячеславович        | 2 липня 1990      | Україна    | 9        | 1        |
| 23           | Тейку Канган Адольф                 | 23 червня 1990    | Камерун    | 26       | 0        |
| 20           | Цігарав Ян Аляксандравіч            | 10 березня 1984   | Білорусь   | 17       | 0        |
| 7            | Хайдучек Павел                      | 17 травня 1982    | Польща     | 13       | 0        |
| Півзахисники |                                     |                   |            |          |          |
| 8            | Єременко Дмитро Сергійович          | 20 червня 1990    | Україна    | 19       | 0        |
| 17           | Аржанов Володимир Олександрович     | 29 листопада 1985 | Україна    | 16       | 2        |
| 11           | Халфауї Мохамед Ашраф               | 24 жовтня 1980    | Туніс      | 11       | 0        |
| 18           | Дос Сантос Батіста Джеферсон Дуглас | 13 лютого 1989    | Бразилія   | 2        | 0        |
| 28           | Задоя Євген Ігорович                | 5 січня 1991      | Україна    | 1        | 0        |
| 19           | Карауш Васіле                       | 6 серпня 1988     | Молдова    | 1        | 0        |
| 39           | Опанасенко Євген Володимирович      | 25 серпня 1990    | Україна    | 25       | 0        |
| 31           | Пісоцький Євген Валерійович         | 22 квітня 1987    | Україна    | 21       | 4        |
| 14           | Польовий Володимир Олександрович    | 28 липня 1985     | Україна    | 17       | 0        |
| 9            | Рібейро Андерсон Мендес             | 2 липня 1981      | Бразилія   | 7        | 1        |
| 32           | Рудика Сергій Олександрович         | 14 червня 1988    | Україна    | 8        | 0        |
| 34           | Сидорчук Сергій Олександрович       | 2 травня 1991     | Україна    | 20       | 0        |
| 14           | Скепський Денис Володимирович       | 5 липня 1987      | Україна    | 4        | 2        |
| 4            | Спичка Іван Миколайович             | 18 січня 1991     | Україна    | 1        | 0        |
| 15           | Морейра Сільва Фабіо Емануель       | 5 квітня 1985     | Португалія | 13       | 1        |
| 22           | Цуріков Андрій Володимирович        | 5 жовтня 1992     | Україна    | 13       | 1        |
| Нападники    |                                     |                   |            |          |          |
| 16           | Алозі Міхаель Чіді                  | 16 жовтня 1986    | Нігерія    | 12       | 1        |
| 26           | Глушко Юрій Анатолійович            | 5 лютого 1991     | Україна    | 2        | 0        |
| 12           | Годой Алвеш Жуніор Луіс Антоніо     | 20 вересня 1978   | Бразилія   | 19       | 2        |
| 10           | Калонас Міндаугас                   | 28 лютого 1984    | Литва      | 8        | 0        |
| 30           | Каськов Артур Геннадійович          | 18 листопада 1991 | Україна    | 11       | 0        |
| 20           | Ковалевський Ян Анатолійович        | 26 червня 1993    | Україна    | 1        | 0        |
| 38           | Фабіано де Ліма Кампос Марія        | 24 листопада 1985 | Бразилія   | 8        | 1        |
| 6            | Моісеєнко Олексій Анатолійович      | 25 жовтня 1991    | Україна    | 1        | 0        |
| 18           | Татанашвілі Дімітрі                 | 19 жовтня 1983    | Грузія     | 10       | 1        |
| 11           | Цигирлаш Ігор Іванович              | 24 лютого 1984    | Молдова    | 7        | 0        |

## «Оболонь» (Київ)
Головний тренер: Сергій Ковалець
| №            | Футболіст                        | Дата народження  | Країна   | Ігри     | Голи     |
| Воротарі     | Воротарі                         | Воротарі         | Воротарі | Воротарі | Воротарі |
| ------------ | -------------------------------- | ---------------- | -------- | -------- | -------- |
| 22           | Березовський Ігор Олегович       | 24 серпня 1990   | Україна  | 5        | 5п       |
| 12           | Остапенко Олег Володимирович     | 27 жовтня 1977   | Україна  | 4        | 9п       |
| 1            | Рибка Олександр Євгенійович      | 10 квітня 1987   | Україна  | 22       | 24п      |
| Захисники    |                                  |                  |          |          |          |
| 9            | Ільків Ігор Богданович           | 15 березня 1985  | Україна  | 6        | 0        |
| 23           | Карамушка Олег Олександрович     | 30 квітня 1984   | Україна  | 7        | 0        |
| 77           | Кутас Павло Віталійович          | 3 вересня 1982   | Україна  | 26       | 1        |
| 29           | Леонідов Олег Анатолійович       | 16 серпня 1985   | Україна  | 2        | 0        |
| 7            | Лозінський Євгеній Петрович      | 7 лютого 1982    | Україна  | 27       | 1        |
| 32           | Пластун Ігор Володимирович       | 20 серпня 1990   | Україна  | 28       | 1        |
| 2            | Путраш Юрій Володимирович        | 29 січня 1990    | Україна  | 6        | 0        |
| 4            | Сапай Вадим Вікторович           | 7 лютого 1986    | Україна  | 28       | 0        |
| Півзахисники |                                  |                  |          |          |          |
| 19           | Баранець Борис Григорович        | 22 липня 1986    | Україна  | 11       | 1        |
| 6            | Баранець Григорій Григорович     | 22 липня 1986    | Україна  | 8        | 1        |
| 99           | Зарічнюк Євген Миколайович       | 3 лютого 1989    | Україна  | 1        | 0        |
| 24           | Котенко Іван Петрович            | 28 квітня 1985   | Україна  | 15       | 1        |
| 10           | Кучеренко Сергій Сергійович      | 7 січня 1984     | Україна  | 21       | 4        |
| 15           | Лупашко Владислав Вікторович     | 4 грудня 1986    | Україна  | 28       | 1        |
| 78           | Мірошниченко Артем Володимирович | 9 листопада 1978 | Україна  | 4        | 1        |
| 25           | Мазуренко Олег Миколайович       | 8 листопада 1977 | Україна  | 8        | 0        |
| 11           | Панас Вадим Володимирович        | 23 травня 1985   | Україна  | 27       | 3        |
| 8            | Сібіряков Сергій Олександрович   | 1 січня 1982     | Україна  | 26       | 1        |
| 14           | Слюсар Валентин Васильович       | 15 вересня 1977  | Україна  | 19       | 0        |
| 18           | Толстяк Олександр Аркадійович    | 4 лютого 1990    | Україна  | 2        | 0        |
| 27           | Худзік Павло Олександрович       | 29 квітня 1985   | Україна  | 26       | 4        |
| 21           | Шевчук Антон Юрійович            | 8 лютого 1990    | Україна  | 7        | 0        |
| Нападники    |                                  |                  |          |          |          |
| 17           | Бондаренко Олександр Ігорович    | 28 липня 1989    | Україна  | 18       | 0        |
| 5            | Мандзюк Олександр Васильович     | 10 січня 1983    | Україна  | 29       | 6        |

## ПФК «Севастополь»
Головні тренери:
Сергій Шевченко — 9 матчів (липень 2010 — вересень 2010)
Олег Лещинський (в. о.) — 10 матчів (вересень 2010 — грудень 2010)
Ангел Червенков — 11 матчів (грудень 2010 — травень 2011)
| №            | Футболіст                         | Дата народження   | Країна             | Ігри     | Голи     |
| Воротарі     | Воротарі                          | Воротарі          | Воротарі           | Воротарі | Воротарі |
| ------------ | --------------------------------- | ----------------- | ------------------ | -------- | -------- |
| 16           | Вєремко Сяргей Мікалаєвіч         | 16 жовтня 1982    | Білорусь           | 11       | 16п      |
| 72           | Литовка Ігор Юрійович             | 5 червня 1988     | Україна            | 2        | 2п       |
| 33           | Марущак Мар'ян Осипович           | 10 травня 1979    | Україна            | 3        | 8п       |
| 1            | Сокоренко Олександр Миколайович   | 23 лютого 1976    | Україна            | 15       | 22п      |
| Захисники    |                                   |                   |                    |          |          |
| 30           | Болохан Вадим                     | 15 серпня 1986    | Молдова            | 23       | 0        |
| 24           | Воронін Сергій Олександрович      | 24 березня 1987   | Україна            | 5        | 0        |
| 19           | Гололобов Дмитро Вікторович       | 1 січня 1985      | Україна            | 1        | 0        |
| 22           | Допілка Олег Васильович           | 12 березня 1986   | Україна            | 11       | 0        |
| 27           | Лісовий Максим Олексійович        | 21 травня 1985    | Україна            | 2        | 0        |
| 17           | Левандовскі Маріуш                | 18 травня 1979    | Польща             | 25       | 6        |
| 77           | Гвініанідзе Мате                  | 10 грудня 1986    | Грузія             | 10       | 0        |
| 7            | Младенов Александар Стойчев       | 25 червня 1982    | Болгарія           | 3        | 0        |
| 21           | Піскун Владислав Едуардович       | 28 грудня 1984    | Україна            | 7        | 0        |
| 15           | Степанов Андрій Володимирович     | 11 червня 1978    | Україна            | 8        | 0        |
| 3            | Шандрук Олег Миколайович          | 30 січня 1983     | Україна            | 21       | 0        |
| 5            | Шевелюхін Олександр Анатолійович  | 27 серпня 1982    | Україна            | 22       | 0        |
| Півзахисники |                                   |                   |                    |          |          |
| 6            | Бредун Євген Дмитрович            | 10 вересня 1982   | Україна            | 17       | 1        |
| 8            | Войнаровський Роман Васильович    | 5 січня 1980      | Україна            | 4        | 0        |
| 4            | Дуляй Ігор                        | 29 жовтня 1979    | Сербія             | 23       | 0        |
| 10           | Жабокрицький Олександр Сергійович | 29 січня 1981     | Україна            | 16       | 2        |
| 25           | Зборовський Андрій Олегович       | 25 лютого 1986    | Україна            | 14       | 3        |
| 9            | Ківа Андрій Ігорович              | 21 листопада 1989 | Україна            | 22       | 2        |
| 7            | Култишев Артем Сергійович         | 28 березня 1984   | Україна            | 14       | 0        |
| 88           | Пьячентіні де Куадра Дженісон     | 14 жовтня 1988    | Бразилія           | 11       | 0        |
| 99           | Нудний Сергій Вікторович          | 6 жовтня 1980     | Україна            | 5        | 0        |
| 13           | Поліщук Олег Леонідович           | 17 квітня 1991    | Україна            | 11       | 0        |
| 11           | Салі Тауфік                       | 21 серпня 1979    | Туніс              | 20       | 1        |
| 88           | Скоба Ігор Олегович               | 21 травня 1982    | Україна            | 10       | 2        |
| 18           | Ференчак Сергій Володимирович     | 27 квітня 1984    | Україна            | 28       | 3        |
| Нападники    |                                   |                   |                    |          |          |
| 20           | Ібраімі Бесарт                    | 17 грудня 1986    | Північна Македонія | 11       | 3        |
| 55           | Агахова Джуліус                   | 12 лютого 1982    | Нігерія            | 10       | 1        |
| 2            | Плешаков Юрій Сергійович          | 29 серпня 1988    | Україна            | 9        | 0        |
| 23           | Худобяк Ігор Орестович            | 5 квітня 1987     | Україна            | 6        | 1        |
| 14           | Шевчук Андрій Володимирович       | 12 серпня 1985    | Україна            | 19       | 0        |

## «Таврія» (Сімферополь)
Головні тренери:
Сергій Пучков — 10 матчів (липень 2010 — вересень 2010)
Валерій Петров (в. о.) — 9 матчів (вересень 2010 — грудень 2010)
Валерій Петров — 9 матчів (січень 2011 — травень 2011)
Олександр Шудрик (в. о.) — 2 матчі (травень 2011)
| №            | Футболіст                          | Дата народження   | Країна                           | Ігри     | Голи     |
| Воротарі     | Воротарі                           | Воротарі          | Воротарі                         | Воротарі | Воротарі |
| ------------ | ---------------------------------- | ----------------- | -------------------------------- | -------- | -------- |
| 1            | Кахріман Дамір                     | 19 листопада 1984 | Сербія                           | 10       | 14п      |
| 21           | Постранський Віталій Михайлович    | 2 серпня 1977     | Україна                          | 7        | 11п      |
| 1            | Старцев Максим Олександрович       | 20 січня 1980     | Україна                          | 1        | 0п       |
| 12           | Стойко Дмитро Вікторович           | 3 лютого 1975     | Україна                          | 7        | 8п       |
| 1            | Хомутовський Василь Йосипович      | 30 серпня 1978    | Білорусь                         | 7        | 13п      |
| Захисники    |                                    |                   |                                  |          |          |
| 16           | Айодежі Аденії Браун               | 12 вересня 1988   | Нігерія                          | 1        | 0        |
| 7            | Граф Іван                          | 17 червня 1987    | Хорватія                         | 8        | 0        |
| 30           | Гуменюк Олег Анатолійович          | 3 травня 1983     | Україна                          | 18       | 1        |
| 6            | Джурічіч Саша                      | 1 серпня 1979     | Хорватія                         | 20       | 0        |
| 4            | Донець Андрій Анатолійович         | 3 січня 1981      | Україна                          | 14       | 1        |
| 3            | Кашевський Микола Миколайович      | 5 жовтня 1980     | Білорусь                         | 2        | 0        |
| 38           | Курілов Олексій Миколайович        | 24 квітня 1988    | Україна                          | 2        | 0        |
| 2            | Мессіас дос Сантос Леандро         | 29 грудня 1983    | Бразилія                         | 13       | 0        |
| 5            | Марковіч Слободан                  | 9 листопада 1978  | Сербія                           | 27       | 0        |
| 11           | Монахов Антон Олександрович        | 31 січня 1982     | Україна                          | 22       | 1        |
| 69           | Погорельцев Роллан Сергійович      | 16 липня 1990     | Україна                          | 2        | 0        |
| Півзахисники |                                    |                   |                                  |          |          |
| 19           | Галюза Ілля Сергійович             | 16 листопада 1979 | Україна                          | 22       | 0        |
| 27           | Голайдо Денис Олександрович        | 3 червня 1984     | Україна                          | 14       | 1        |
| 37           | Давидов Кирило Юрійович            | 6 листопада 1988  | Україна                          | 1        | 0        |
| 29           | Каблаш Олександр Геннадійович      | 5 вересня 1989    | Україна                          | 5        | 1        |
| 8            | Корнєв Андрій Володимирович        | 1 листопада 1978  | Україна                          | 27       | 3        |
| 15           | Луценко Євген Валентинович         | 10 листопада 1980 | Україна                          | 2        | 0        |
| 22           | Любенович Желько                   | 9 липня 1981      | Сербія                           | 29       | 0        |
| 18           | Матяж Іван Сергійович              | 15 лютого 1988    | Україна                          | 5        | 0        |
| 7            | Муховиков Антон Володимирович      | 20 червня 1984    | Україна                          | 4        | 0        |
| 9            | Причиненко Станіслав Володимирович | 26 червня 1991    | Україна                          | 5        | 2        |
| 17           | Шиндер Антон Павлович              | 13 червня 1987    | Україна                          | 21       | 3        |
| 23           | Шпичич Матія                       | 24 лютого 1988    | Хорватія                         | 3        | 0        |
| Нападники    |                                    |                   |                                  |          |          |
| 10           | Ідахор Ісі Лаки                    | 30 серпня 1980    | Нігерія                          | 30       | 13       |
| 23           | Біто Сендлей Сідней                | 20 липня 1983     | Нідерландські Антильські острови | 2        | 0        |
| 20           | Гігіадзе Васіл                     | 3 червня 1977     | Грузія                           | 22       | 0        |
| 9            | Ковпак Олександр Олександрович     | 2 лютого 1983     | Україна                          | 14       | 5        |
| 14           | Коробка Володимир Геннадійович     | 22 липня 1989     | Україна                          | 13       | 2        |
| 24           | Платон Руслан Сергійович           | 12 січня 1982     | Україна                          | 17       | 6        |
| 28           | Фещук Максим Ігорович              | 25 листопада 1985 | Україна                          | 21       | 4        |

## «Шахтар» (Донецьк)
Головний тренер: Мірча Луческу
| №            | Футболіст                       | Дата народження  | Країна   | Ігри     | Голи     |
| Воротарі     | Воротарі                        | Воротарі         | Воротарі | Воротарі | Воротарі |
| ------------ | ------------------------------- | ---------------- | -------- | -------- | -------- |
| 30           | Пятов Андрій Валерійович        | 28 червня 1984   | Україна  | 29       | 15п      |
| 12           | Худжамов Рустам Махмудкулович   | 5 жовтня 1982    | Україна  | 1        | 1п       |
| Захисники    |                                 |                  |          |          |          |
| 32           | Іщенко Микола Анатолійович      | 9 березня 1983   | Україна  | 10       | 0        |
| 38           | Кривцов Сергій Андрійович       | 15 березня 1991  | Україна  | 2        | 0        |
| 5            | Кучер Олександр Миколайович     | 22 жовтня 1982   | Україна  | 10       | 0        |
| 44           | Ракіцький Ярослав Володимирович | 3 серпня 1989    | Україна  | 21       | 1        |
| 26           | Рац Дінча Разван                | 26 травня 1981   | Румунія  | 17       | 0        |
| 27           | Чигринський Дмитро Анатолійович | 7 листопада 1986 | Україна  | 16       | 2        |
| 36           | Чижов Олександр Олександрович   | 10 серпня 1986   | Україна  | 6        | 0        |
| 13           | Шевчук В'ячеслав Анатолійович   | 13 травня 1979   | Україна  | 10       | 0        |
| Півзахисники |                                 |                  |          |          |          |
| 29           | Тейшейра Сантос Алекс           | 6 січня 1990     | Бразилія | 26       | 5        |
| 37           | Тромбеллі Бруно Ренан           | 19 квітня 1991   | Бразилія | 1        | 0        |
| 10           | Боржес да Сільва Вілліан        | 9 серпня 1988    | Бразилія | 28       | 3        |
| 90           | Віценець Віталій Володимирович  | 3 серпня 1990    | Україна  | 14       | 2        |
| 19           | Гай Олексій Анатолійович        | 6 листопада 1982 | Україна  | 11       | 0        |
| 20           | Коста де Соуза Дуглас           | 14 вересня 1990  | Бразилія | 27       | 5        |
| 8            | Родрігес да Сільва Жадсон       | 5 жовтня 1983    | Бразилія | 24       | 5        |
| 14           | Кобін Василь Васильович         | 24 травня 1985   | Україна  | 9        | 0        |
| 23           | Кравченко Костянтин Сергійович  | 24 вересня 1986  | Україна  | 2        | 0        |
| 33           | Срна Дарійо                     | 1 травня 1982    | Хорватія | 27       | 3        |
| 15           | Степаненко Тарас Миколайович    | 8 серпня 1989    | Україна  | 15       | 0        |
| 7            | Роза Фернандо Луіз              | 4 травня 1985    | Бразилія | 15       | 3        |
| 3            | Хюбшман Томаш                   | 4 вересня 1981   | Чехія    | 14       | 0        |
| Нападники    |                                 |                  |          |          |          |
| 17           | Агахова Джуліус                 | 12 лютого 1982   | Нігерія  | 1        | 0        |
| 21           | Гладкий Олександр Миколайович   | 24 серпня 1987   | Україна  | 5        | 0        |
| 11           | Алвеш да Сілва Едуардо          | 25 лютого 1983   | Хорватія | 22       | 6        |
| 9            | Соуза да Сільва Луіс Адріано    | 12 квітня 1987   | Бразилія | 21       | 9        |
| 99           | Морено Мартінс Марсело          | 18 червня 1987   | Болівія  | 18       | 5        |
| 22           | Мхітарян Генріх Гамлетович      | 21 січня 1989    | Вірменія | 17       | 3        |